# Jugendwettkämpfe der Freundschaft/Fußball
Die Jugendwettkämpfe der Freundschaft im Fußball waren ein von 1967 bis 1990 durchgeführter Wettbewerb für die Juniorennationalmannschaften der Verbände aus nahezu allen sozialistischen Staaten Europas sowie einigen Ländern Lateinamerikas und Asiens.

## Historie
Die Premierenausgabe fand 1967 in Bulgarien statt und wurde vom Veranstalter gewonnen. Die Sowjetunion stellt mit sechs Erfolgen – davon drei Titel in Folge von 1977 bis 1979 – den Rekordchampion. Bei sieben Ausgaben der Jugendwettkämpfe der Freundschaft siegte der Gastgeber. Nach dem sogenannten Herbst der Völker endete die Turniergeschichte 1990 mit einem Sieg der ČSFR in Rumänien.
Die DDR gab dreimal den Ausrichter: 1971 sowie – jeweils im Bezirk Gera – 1978 und im Vorwendesommer 1989 mit Trainer Claus Kreul. Bei den ersten beiden Heimturnieren wurde von den ostdeutschen Fußballern jeweils Silber gewonnen und vor dem Mauerfall noch einmal Bronze. Den einzigen Turniertriumph errang die DDR-Juniorenauswahl 1983 auf Kuba mit den späteren DFV- und DFB-A-Auswahlspielern Andreas Thom, Ulf Kirsten und Olaf Marschall im Team.

## Gastgeber, Turniersieger und Platzierungen der DDR-Junioren
| 1967 | Bulgarien   | 10. Platz                  |
| 1968 | Jugoslawien | Dritter                    |
| 1969 | Nordkorea   | 10. Platz                  |
| 1970 | Rumänien    | 6. Platz                   |
| 1971 | ČSSR        | Zweiter                    |
| 1972 | Rumänien    | 5. Platz                   |
| 1973 | Bulgarien   | 7. Platz                   |
| 1974 | ČSSR        | keine Teilnahme            |
| 1975 | Nordkorea   | 5. Platz                   |
| 1976 | Bulgarien   | 8. Platz                   |
| 1977 | Sowjetunion | 4. Platz                   |
| 1978 | Sowjetunion | Zweiter                    |
| 1979 | Sowjetunion | 4. Platz                   |
| 1980 | Ungarn      | Zweiter                    |
| 1981 | Nordkorea   | 7. Platz                   |
| 1982 | Nordkorea   | keine Teilnahme            |
| 1983 | DDR         | Sieger                     |
| 1984 | Sowjetunion | 7. Platz                   |
| 1985 | Bulgarien   | Dritter                    |
| 1986 | Ungarn      | Zweiter                    |
| 1987 | Sowjetunion | 6. Platz                   |
| 1988 | ČSSR        | noch zu recherchieren      |
| 1989 | Sowjetunion | Dritter (DDR II: 9. Platz) |
| 1990 | ČSFR        | noch zu recherchieren      |

## Weblink
- Youth Football Games of the Socialist Countries bei RSSSF (englisch)